# هیالمار کلین
هیالمار کلین (فنلاندی: Hjalmar Kelin; ۲۸ سپتامبر ۱۹۰۰ – ۲۱ ژوئیهٔ ۱۹۹۷) بازیکن فوتبال اهل فنلاند بود.
از باشگاه‌هایی که در آن بازی کرده‌است می‌توان به باشگاه فوتبال هلسینکی اشاره کرد.
وی همچنین در تیم ملی فوتبال فنلاند بازی کرده‌است.